# Marciano de Gaza
Marciano (em latim: Marcianus) foi um bispo de Gaza ativo no século VI, durante o reinado do império Justiniano (r. 527–565).

## Vida
Marciano era nativo de Gaza. Era o filho mais velho de Maria e irmão de Anastácio de Eleuterópolis, dois irmãos de nome incerto e quatro irmãs, também de nome incerto. Recebeu educação clássica em Gaza antes de iniciar seu sacerdócio e foi instruído por seu tio materno (talvez o retórico Enéas), que provavelmente era sacerdote sênior em vez de bispo. Além disso, foi pupilo de Procópio. Foi assunto de dois encômios de Corício, o primeiro de 536 e o segundo de 535/6-548. Como bispo, de acordo com Corício, teve papel ativo na construção e reparação dos muros da cidade e igrejas, dentre elas a Igreja de São Sérgio. Atuou como mediador entre os habitantes locais e as tropas que ali transitavam e dirigiu os assuntos de Gaza durantes períodos de turbulência.